# Omosessualità negli animali

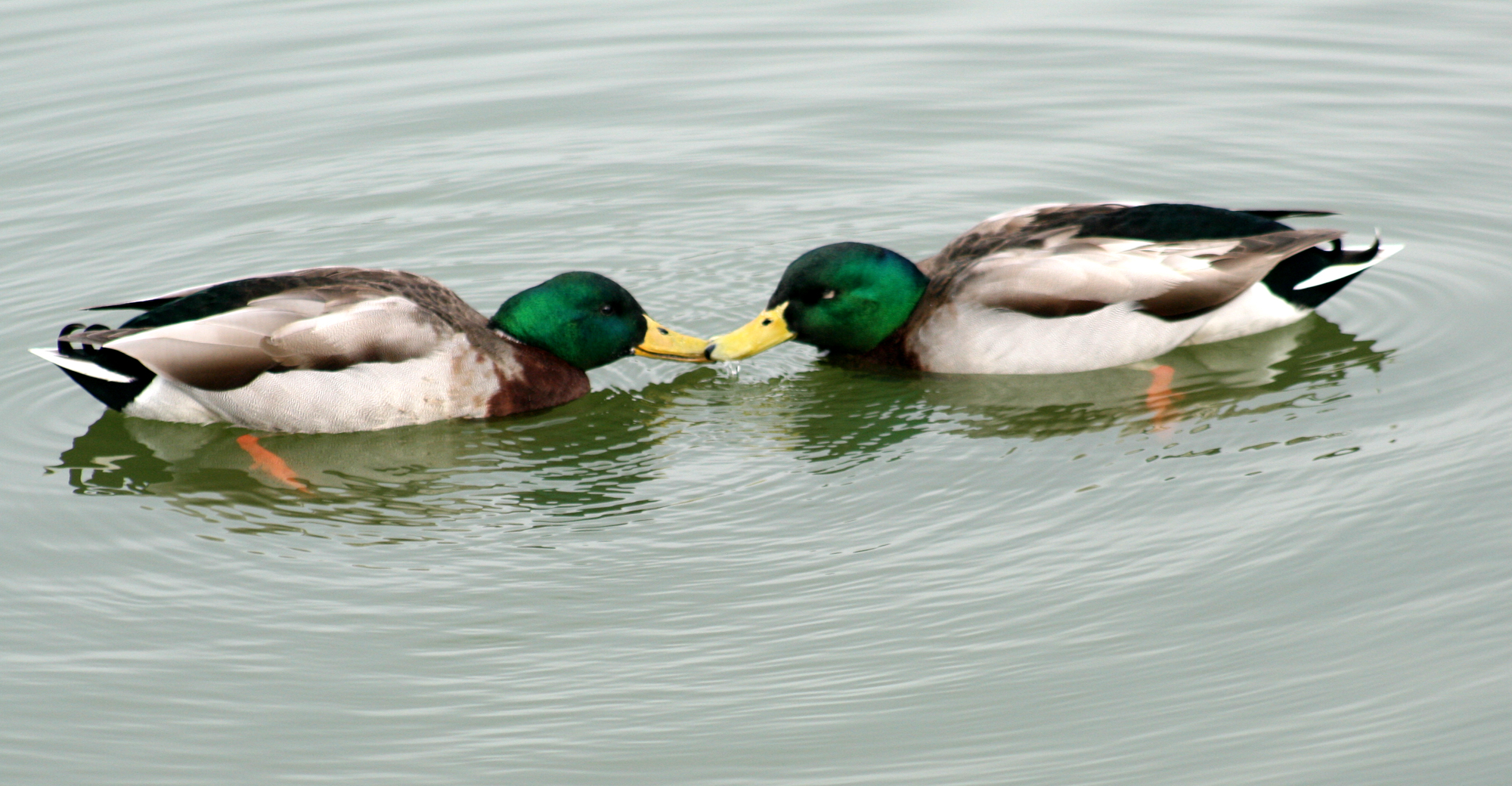
Una coppia di germani reali maschi mentre si scambiano delle effusioni

L'omosessualità negli animali è la presenza, nel mondo animale, di comportamenti e pratiche interpretate come omosessuali.
Sono stati documentati comportamenti omosessuali che vanno dai giochi sessuali a comportamenti genitoriali in coppie omosessuali in circa 1.500 specie, sia in cattività che in ambiente naturale. Questi comportamenti sono diffusi tra insetti, uccelli e mammiferi (in particolare delfini e pecore), e soprattutto tra le scimmie antropomorfe.

## Il concetto di omosessualità applicato agli animali
Il termine omosessuale fu coniato in Prussia nel 1869 per descrivere l'attrazione e il comportamento sessuale tra persone dello stesso sesso. Il suo utilizzo nel campo degli studi sugli animali fu controverso per due ragioni: la sessualità animale e i fattori scatenanti erano e rimangono poco compresi, e il termine ha forti implicazioni culturali nella società occidentale. La motivazione e la preferenza animale è sempre dedotta dal comportamento. Perciò al comportamento omosessuale sono stati dati vari nomi negli anni. Il corretto uso del termine omosessuale implica che un animale esibisca comportamento omosessuale, comunque questo articolo è conforme all'uso del termine che la ricerca moderna ne fa, applicando il termine omosessualità a tutti i comportamenti sessuali (copulazione, stimolazione genitale, giochi di coppia, corteggiamento) tra animali dello stesso sesso.
La presenza e la diffusione di pratiche omosessuali e di comportamenti omogenitoriali tra animali vengono utilizzate a confutazione della tesi secondo la quale l'omosessualità sarebbe innaturale.

## Ricerca sul comportamento omosessuale negli animali
L'esistenza di comportamenti omosessuali non fu mai ufficialmente osservata su larga scala fino a tempi recenti. Questo fenomeno sembra essere largamente diffuso tra gli uccelli e i mammiferi, in particolare tra i primati e i mammiferi marini. La vera incidenza dell'omosessualità negli animali è sconosciuta: benché degli studi abbiano dimostrato che questo comportamento è presente in numerose specie, Petter Bøckman, il consulente scientifico della mostra Against Nature specula che la reale portata del fenomeno possa essere molto più ampia di quanto riconosciuto correntemente:
( 1,500 animal species practice homosexuality, su news-medical.net, 23 ottobre 2006. URL consultato il 17 ottobre 2017 (archiviato dall'url originale il 10 febbraio 2011).)
Un numero sempre crescente di scienziati conferma l'esistenza dell'omosessualità permanente in specie che formano coppie permanenti come i pinguini o i piccioni, ma anche in specie non monogame come le pecore.
Una ricerca effettuata sulle pecore afferma che “approssimativamente l'8% degli arieti mostra (anche se posti di fronte a una scelta) preferenze sessuali per membri dello stesso sesso, in contrasto con la maggior parte degli arieti che preferisce partner di sesso opposto”.
La zoologa Isabella Lattes Coifmann nel suo libro Animali come noi sottolinea come l'omosessualità sia presente nei primati e nei bonobo si osservano anche comportamenti omosessuali nelle femmine.

## Alcune specie di animali in cui sono stati osservati comportamenti omosessuali
- Albatros[14]
- Anatra[11]
- Ariete[12]
- Bisonte americano[3][5]
- Bonobo e altre scimmie[5][15]
- Cane[16]
- Cervo[17]
- Cigno nero[3]
- Cimice[18]
- Delfino[19]
- Elefante[5]
- Gabbiano[20]
- Gatto[17]
- Giraffa[5][11]
- Iena[5]
- Leone[5][15]
- Libellula[21]
- Lucertola[22]
- Macaco giapponese[17]
- Marmotta[23]
- Moscerino della frutta[24]
- Orso[25]
- Pecora[5]
- Pinguino[19]
- Pipistrello[26]
- Puzzola[27]
- Tartaruga[28]
- Tricheco[3][5]

### Articoli
- Sesso e società tra i bonobo, articolo di Frans de Waal pubblicato su Scientific American, marzo 1995, pp. 82–88

### Libri
- Bruce Bagemihl, Biological Exuberance: Animal Homosexuality and Natural Diversity, in St. Martin's Press, 1998, ISBN 0-312-19239-8.
- Bonobo: the Forgotten Ape, Frans de Waal, University of California Press, Berkeley, 1997.
- Evolution's Rainbow, Joan Roughgarden, (professoressa di biologia alla Stanford University) University of California Press. Berkeley CA. 474 pp, 2004.
- Homosexual Behaviour in Animals, An Evolutionary Perspective Sommer, V & P. L Vasey (2006) Cambridge University Press, Cambridge.
- Peacemaking among Primates Frans de Waal, B. & R. Ren (1988) Harvard University Press, Cambridge (Massachusetts)

### Film e documentari
- Out in Nature: Homosexual Behaviour in the Animal Kingdom, Regia: Stéphane Alexandresco, Bertrand Loyer, Jessica Menendez. UK, 2001, 52 min.
- Girl Power, National Geographic,

### Mostre
- Against Nature? mostra al Natural History Museum presso University of Oslo (dal 12 ottobre 2006 al 19 agosto 2007)